# Victoria Solli Berg
Victoria Solli Berg (* 10. Oktober 2001 in Oslo) ist eine norwegische Handballspielerin und Beachhandball-Nationalspielerin.

## Hallenhandball
Victoria Solli Berg spielt auf der Position der Torhüterin. Sie spielt seit 2018 für die norwegische Spitzenmannschaft Larvik HK in der obersten norwegischen Liga (Eliteserie). Zum Verein kam sie in einer Umbruchsituation, 2019/20 folgte der Zwangsabstieg in die zweite Liga für den Serienmeister der Vorjahre. In der folgenden Saison gelang der sofortige Wiederaufstieg. In der EHF Champions League 2018/19 schied sie mit ihrer Mannschaft nach der Gruppenphase aus, kam aber selbst noch nicht zum Einsatz. Ihre ersten Spiele auf europäischer Ebene folgten noch in derselben Saison im EHF-Pokal. Auch hier scheiterte sie mit Larvik als Letztplatzierte in der Gruppenphase, bestritt aber die beiden ersten Partien gegen Viborg HK und GK Kuban Krasnodar sowie das letzte Spiel gegen Krasnodar.
Berg gehört dem U20-Nationalteam Norwegens an.

## Beachhandball
Victoria Solli Berg wurde 2018 erstmals für ein Turnier in die Norwegische Beachhandball-Nationalmannschaft der Frauen berufen. In Kasan, Russland, spielte sie ihre erste Beachhandball-Weltmeisterschaft. Gegen Dänemark, Vietnam und Mexiko wurden alle drei Vorrundenspiele in zwei Sätzen gewonnen. Weniger sicher spielten die Norwegerinnen in der Hauptrunde. Nach einem Sieg über Thailand wurde gegen die russischen Gastgeberinnen und das Weltklasse-Team aus Brasilien verloren. Als Hauptrunden-Dritte zogen die Norwegerinnen in das Viertelfinale gegen Polen ein, das mit 2:1 besiegt wurde. Im Halbfinale gelang die Revanche gegen Brasilien, womit die Norwegerinnen in das Finale gegen die Überraschungsmannschaft aus Griechenland einzog und dieses im Shootout verlor.
Im Jahr darauf gehörte Berg auch wieder zum Kader, nun für die Beachhandball Euro 2019 in Stare Jabłonki, Polen. Gegen Kroatien startete die Mannschaft wieder mit einem Sieg in das Turnier. Es folgten Siege gegen Rumänien und die Türkei. Gegen Kroatien bestritt Berg ihr erstes Turnierspiel. Nur das letzte Vorrundenspiel gegen die Niederlande, gegen die Berg erneut zum Einsatz kam, wurde verloren. Als Tabellenzweite hinter den Niederländerinnen zog Norwegen in die Hauptrunde. Die Hauptrunde begann mit einem Sieg gegen Portugal und einer Niederlage gegen die polnischen Gastgeberinnen, gegen die Berg ihr drittes Spiel im Turnier bestritt, anschließend gewannen die Norwegerinnen gegen die Turnier-Mitfavoritinnen aus Ungarn. Gegen Ungarn wurde Berg das letzte Mal bei der EM eingesetzt. Als Drittplatzierte der Hauptrunde zogen die Norwegerinnen in das Viertelfinale und unterlagen dort Dänemark. Das erste Platzierungsspiel gegen die Ukraine wurde gewonnen. Im abschließenden Spiel um den fünften Platz unterlagen die Norwegerinnen den Spanierinnen und wurden am Ende Sechste. Berg, die mit Abstand jüngste Spielerin in einem sehr erfahrenen Team, bestritt mit vier der zehn möglichen Spiele die wenigsten Begegnungen aller Spielerinnen aus dem norwegischen Kader und blieb ohne Treffer.

## Einzelbelege
1. ↑  Victoria Solli Berg - BetsAPI. Abgerufen am 2. Dezember 2021.
2. ↑  DHDb > Victoria Berg. Abgerufen am 2. Dezember 2021.
3. ↑  Team Info. Abgerufen am 26. Dezember 2020.
4. ↑  News | IHF. Abgerufen am 26. Dezember 2020.
5. ↑  2018 Women's Beach Handball WChs. Abgerufen am 26. Dezember 2020.
6. ↑  European Handball Federation - 2019 Women's ECh Beach Handball / Final Tournament. Abgerufen am 26. Dezember 2020 (englisch).

| Personendaten    | Personendaten                                    |
| ---------------- | ------------------------------------------------ |
| NAME             | Berg, Victoria Solli                             |
| KURZBESCHREIBUNG | norwegische Handball- und Beachhandballspielerin |
| GEBURTSDATUM     | 10. Oktober 2001                                 |
| GEBURTSORT       | Oslo                                             |